# Diszkontált pénzforgalom
A diszkontált pénzforgalom (röviden: DPF, angolul: discounted cash flow) olyan pénzügyi elemző módszer, amely projektek, cégek, illetve pénzeszközök - időbeliségtől függő - értékelésére szolgál. Minden jövőbeni pénzáram tőkeköltség alapon kerül értékelésre és leszámítolásra, hogy előálljon annak jelenértéke. Az összes jövőbeni pénzáram, tehát minden bevétel és kiadás, összege a nettó jelenérték, melyet a kérdéses pénzáramok értékének fognak fel.
A DPF elemzést a nettó jelenérték kiszámítására használják, ahol a bemeneti paraméterek: a pénzáramok és a leszámítolási kamatláb. Ennek fordított eljárása, amikor bemenetként adottak a pénzáramok és az ár (jelenérték) és eredményül a leszámítolási kamatláb jön ki. Ez utóbbi eljárást a kötvénypiacokon alkalmazzák az elérhető hozamok meghatározására. A diszkontált pénzforgalmi szemléletű elemzéseket széles körben használják a beruházás-finanszírozás, az ingatlanfejlesztés, illetve a vállalati szintű pénzügyi menedzsment területén, valamint szellemi tulajdon értékelésére.

## Története
Pénzforgalmi szemléletű leszámítolásokat valamilyen formában már azóta végeztek, mióta először pénzt kölcsönöztek az ókorban. Az egyiptomiak és babiloniak matematikájáról szóló tanulmányok azt állítják, hogy a jövőbeni pénzáramok diszkontálásához hasonló technikákat alkalmaztak. Az eszközértékelés ilyetén módja megkülönbözteti a könyv szerinti értéket, mely az eszközért kifizetett összegen alapul. Az 1929-es tőzsdekrach után lett igazán népszerű a DPF analízis részvények értékelési módszereként. Irving Fisher 1930-ban "The Theory of Interest" című könyvében használta először a DPF módszert a modern gazdasági fogalmak között.

## Matematikai háttér

### Diszkontált pénzáramok
A diszkontált pénzforgalom képlete a pénz időértékét és csoportos megtérülést számító jövőérték képletből származik. A formula a következő:
{\displaystyle DPF={\frac {CF_{1}}{(1+r)^{1}}}+{\frac {CF_{2}}{(1+r)^{2}}}+\dotsb +{\frac {CF_{n}}{(1+r)^{n}}}}
{\displaystyle PV=DPF\cdot (1+r)^{n}}
Ennek megfelelően a - jövőidejű pénzáramra vonatkozó - diszkontált jelenérték így fejezhető ki:
{\displaystyle DPV={\frac {PV}{(1+r)^{n}}}}
ahol,
- DPV a jövőbeni pénzáram (FV) diszkontált jelenértéke, illetve FV halasztott kiegyenlítés a számlában;
- FV  a jövőbeni pénzáram összegének névértéke;
- r a kamatláb, mely kifejezi a tőkebefektetés költségét, és amely figyelembe veszi a kifizetés elmaradásának kockázatát;[4]
- n a jövőbeni pénzáram felmerüléséig eltelő idő években számolva.

Ahol összetett pénzáramok több futamidővel kerülnek leszámítolásra, ott azokat a következőképpen kell összegezni:
{\displaystyle DPV=\sum _{t=0}^{N}{\frac {FV_{t}}{(1+r)^{t}}}}
Bármely - jelentől és években számított - időpontbeli (t) minden egyes jövőbeni pénzáram (FV) összegzésre kerül. Az összeg nettó jelenértékként is használható. Ha az összeg a nulla időpillanatban (azaz most) kerül kifizetésre minden ismert jövőbeni pénzáram tekintetében, akkor az összeg helyettesítheti a DPV-t és az egyenlet megoldható r-re, mely a belső megtérülési ráta (IRR).
A fentiek feltételezik, hogy a kamatláb állandó marad a teljes figyelembe vett időszak alatt.

### Folyamatos pénzáramok
Folyamatos pénzáramok esetén a fenti képlet helyett az alábbi integrál-formula használandó:
{\displaystyle DPV=\int _{0}^{T}FV(t)\,e^{-\lambda t}dt=\int _{0}^{T}{\frac {FV(t)}{(1+r)^{t}}}\,dt\,,}
ahol {\displaystyle FV(t)} most a pénzáram értéke, továbbá {\displaystyle \lambda =\log(1+r)}.

## Vállalat- és projektértékelési módszertanok
E célokból többféle DPF módszertant különböztetnek meg manapság. Ezek részletei az adott vállalat tőkestruktúrájának megfelelően változnak, azonban az értékelés során alkalmazott előfeltételezések (pl. saját tőke elérendő megtérülési rátája /WACC/, illetve a pénzáramok előrejelzése) legalább olyan fontosak, mint a ténylegesen használt modell. Mind a kiválasztott bevételi pénzáram, mind pedig az ehhez kapcsolódó tőkeköltség modell meghatározza a kapott értékelési eredményt az egyes módszertanokban.

### Tőke szempontú megközelítés
- A részvényesi pénzáram (Flows to Equity, FTE), illetve a részvényesi szabad pénzáram (Free Cash Flow to Equity, FCFE) módszertanok[5] diszkontálják a saját tőke birtokosai rendelkezésére álló pénzáramokat, a kölcsöntőke költségének figyelembe vétele után.

Előny: a kölcsöntőke költség pontos figyelembe vétele.
Hátrány: döntést igényel a diszkontráta kiválasztása.

### Tárgyi szempontú megközelítés
- A korrigált jelenérték (Adjusted Present Value, APV) megközelítés a kölcsöntőke figyelembevétele előtt diszkontálja a pénzáramokat (kivéve a kapott adókedvezményt).

Előny: egyszerűbb alkalmazhatóság, ha olyan projekt értékelése történik, amelynek nincs előjegyzett kölcsöntőke finanszírozása.
Hátrány: a diszkontráta megválasztásával kapcsolatos döntést igényel; nem veszi pontosan figyelembe a kölcsöntőke költségét, mely magasabb lehet egy kockázatmentes megtérülésnél.
- A súlyozott átlagos tőkeköltség (Weighted Average Cost of Capital, WACC) megközelítési mód a többféle forrásból szerzett súlyozott tőkeköltségből származik és projektek pénzáramainak diszkontálására használják.

Előny: teljesíti a kölcsöntőke projekthez rendelésének a követelményét.
Hátrány: óvatosan kell megválasztani a megfelelő jövedelemforrást. Az általánosan elfogadott választás a teljes befektetett tőkéhez viszonyított nettó pénzáram.
- Teljes pénzáram (Total Cash Flow, TCF)

Ez a fajta megkülönböztetés megmutatja, hogy a DPF módszer hogyan használható különféle üzleti részesedések értékének meghatározásához. Ezek lehetnek részvénytulajdonosok, vagy kötelezettségek jogosultjai.
Másfelől a módszer alkalmazható cégértékelésre a teljes befektetett tőke alapján. Különbség minden esetben a bevételi pénzáram és a diszkontráta megválasztásában rejlik. Például a teljes befektetett tőkéhez és WACC-haz akkor megfelelő a nettó pénzáram, amikor a cég értékelése minden befektetett tőke piaci értékén alapul.

## A módszer hiányosságai
A hagyományos DPF modellek azt feltételezik, hogy pontosan előrejelezhetők a bevételek és jövedelmek 3-5 évre előre. Tanulmányok azonban kimutatták, hogy a növekedés se nem tartós, se nem kiszámítható, tehát a DPF modellek következtetéseivel probléma van. Gyakran egyszerűsítik le a kérdést azzal, hogy: "a múltbéli hasznok nem biztosítékai a jövőbeni hasznoknak." Valójában az Amerikai Értékpapír- és Tőzsdefelügyelet (SEC, "U.S. Securities and Exchange Commission") követeli meg, hogy minden befektetési alap ezt használja annak megítélésére, hogy mikor kell befektetőiket figyelmeztetni.
1. Az ilyesfajta megfigyelések egyeseket arra a következtetésre vezették, hogy DPF modelleket csak stabil pénzáramokkal rendelkező cégek értékelésére szabad használni, mert kiszámíthatatlan iparágakban az értékelés különösen nagy kihívást jelent. Példaként, széleskörben alkalmaznak DPF modelleket[* 11] közműcégek értékelésére, ugyanakkor kockázatitőke-befektetések (pl. startupok) esetében a DPF módszertan nem állja meg a helyét.[8]
2. A hagyományos DPF modellek azt feltételezik, hogy a törzsvagyon árképzési modellje alkalmazható egy befektetés kockázatosságának értékelésére és alkalmas diszkontráta meghatározására. Számos közgazdász szerint azonban a törzsvagyon árképzési modellje az eddigi tapasztalatok alapján érvénytelen.[9]
3. A bemenő és kimenő értékekkel is probléma van, mivel a DPF modellek pusztán mechanikus értékelő eszközök, melyek kimerítik az informatikában meghonosodott ún. GIGO alapelvet, miszerint "rossz bemenő érték, rossz kimenetet fog eredményezni".[10] A bemenő értékekben történt kis változás is a cégérték nagymértékű megváltozását okozhatja.
4. Végül, hagyományos DPF számítások nem vesznek figyelembe minden változót, csak a döntés költségeit és a pénzbeni hasznait veszik tekintetbe. Nem számolnak a környezettel, a szociális jóléttel és a szervezet irányításának a teljesítményével.[11]

## Fordítás
- Ez a szócikk részben vagy egészben  a   Discounted cash flow című angol Wikipédia-szócikk fordításán alapul.  Az eredeti cikk szerkesztőit annak laptörténete sorolja fel. Ez a jelzés csupán a megfogalmazás eredetét és a szerzői jogokat jelzi, nem szolgál a cikkben szereplő információk forrásmegjelöléseként.